# 6,8 × 51 mm
Die 6,8 × 51 mm (auch .277 Fury) ist eine von  SIG Sauer entwickelte Gewehrpatrone. Das neu entwickelte Kaliber findet in den kommenden Standard-Infanteriewaffen der US Army Verwendung.

## Entwicklung
Im Zuge des NGSW-Planes (Next Generation Squad Weapon) untersuchte das US-amerikanische Militär die Erfordernisse der Neuausrüstung mit Schnellfeuergewehren für die Truppen. Ziel war, die bisherige kleinkalibrige Gewehrmunition zu ersetzen. Diese Umkehr des Trends zu kleineren Kalibern wurde notwendig durch den verbreiteten Einsatz von beschusshemmender Ausrüstung auf dem Gefechtsfeld. Die Wahl fiel auf eine Entwicklung von SIG Sauer im Kaliber 6,8 mm.
Besonderheit der Patrone ist ihr hybrider Aufbau: Die obere Hülse selbst ist aus Messing, der Bodenteil jedoch aus Stahl. Damit wird ein sehr hoher Gasdruck bei Abbrand der Treibladung möglich. Das ist erforderlich, damit die Projektile selbst in relativ kurzen Läufen ihre maximale Mündungsgeschwindigkeit erreichen können. Das macht die Waffen, in denen die Munition Verwendung finden soll, kürzer und somit kompakter, ohne dabei die Geschossenergie zu stark zu beeinträchtigen. Die effektive Reichweite des XM7 wird dabei bis auf 600 Meter verdoppelt im Vergleich zum alten M4-Karabiner.
Nachteilig hingegen ist die verringerte Magazinkapazität, die nur noch 20 Schuss beträgt. Das neue leichte Maschinengewehr XM250 ist dabei 35 % leichter als das Vorgängermodell M249.
Die Patrone weist eine größere Durchschlagsleistung als 5,56 × 45 mm NATO auf und ist bei Distanzfeuer präziser als 7,62 × 51 mm NATO.

## Einsatz

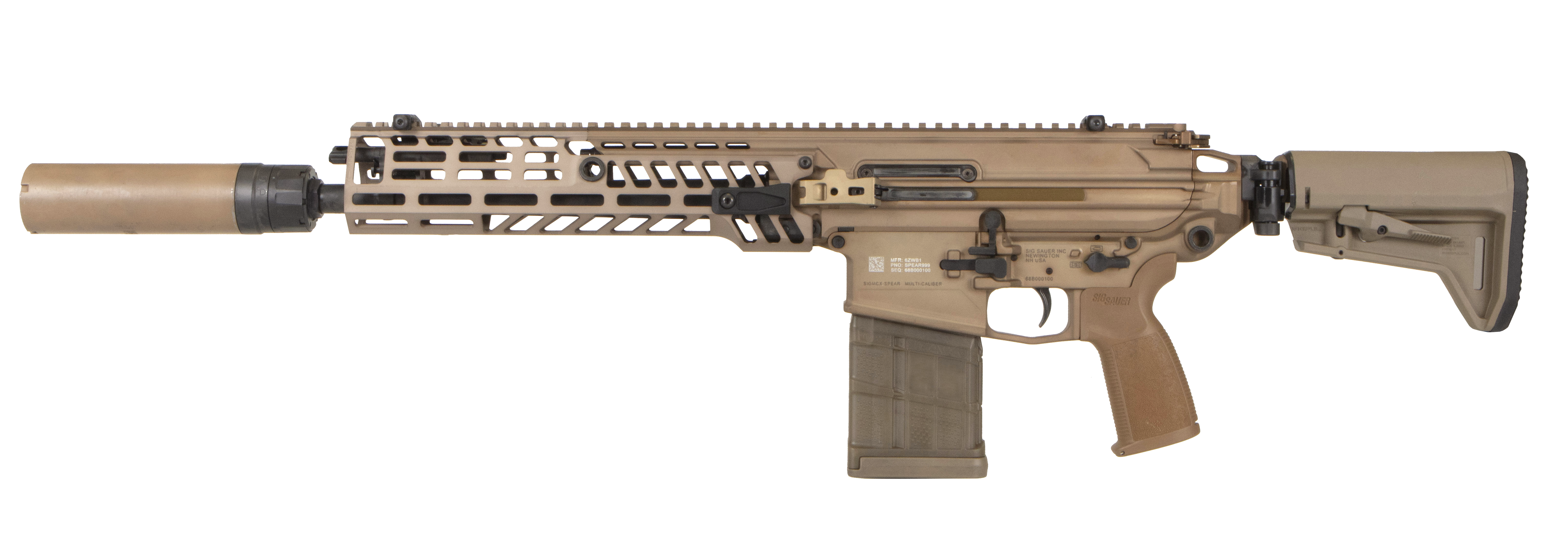
SIG Sauer XM7

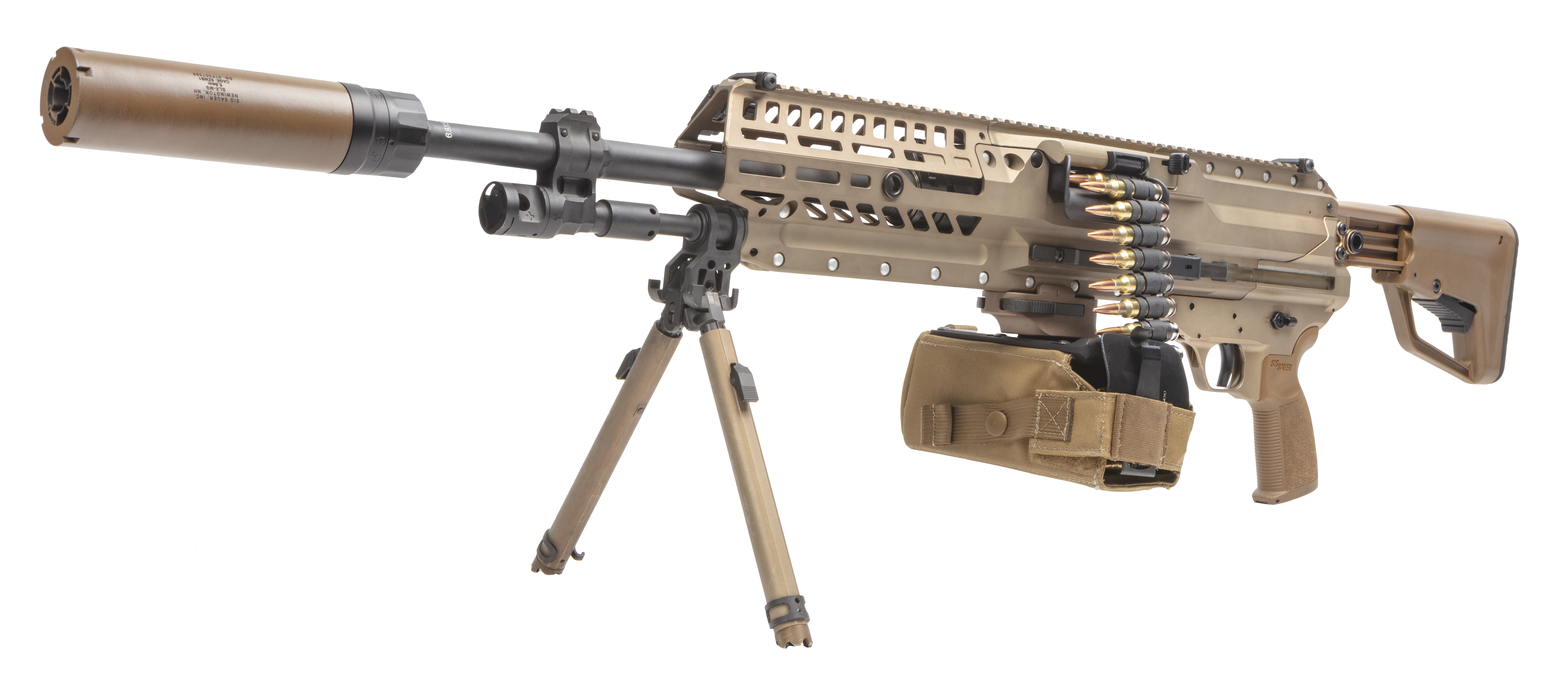
SIG Sauer XM250

Die Patrone ist vorgesehen für das XM7-Gewehr (das den M4-Karabiner ablösen soll) sowie für das XM250 Automatic Rifle (als Ersatz für das M249-LMG). Beide Waffen wurden von SIG entwickelt. Nach einer 27-monatigen Begutachtung von Prototypen unterzeichnete die US Army im April 2022 einen ersten Liefervertrag für Truppentests im Volumen von 20 Millionen USD. Das gesamte erteilte Auftragsvolumen beläuft sich auf 2,7 Mrd. $ für 250.000 Waffen der beiden Modelle in einem 10-jährigen Lieferkontrakt.
Ebenso geplant ist eine teilweise Umrüstung der vorhandenen M240-MG auf die neue Munition.